# Мутабельний знак
Мутабельний знак — третя група знаків Зодіаку. Інша назва — загальний, двотілий знак.

## Загальна характеристика
В астрології мутабельний знак - це знак зодіаку, наприкінці проходження якого Сонцем завершується сезон. Традиційні астрологи називали ці знаки двотілими та загальними, зважаючи на відмінні якості першої та другої половин . Ці знаки розташовані між фіксованими і кардинальними, і поєднують в собі природу та сутність попереднього та наступного знаків , тобто є дуальними .

## Знаки Зодіаку

Квадрупліцитети знаків за модальністю (хрести)

Знаки Зодіаку, що входять до цієї групи, знаменують завершення сезонів року. До них належать Близнюки, Діва, Стрілець та Риби .

## Властивості характеру
Якщо Асцендент мутабельний, і його управитель також знаходиться в мутабельному знаку, то це опише особу без виражених яскравих якостей, "ні дуже вольова, ні легка до змін, але між тим і іншим". У питаннях стосовно кількості осіб (немовлят, грабіжників тощо), двотілі знаки часто вказують на те, що більша кількість, ніж один.